# Città di Canada Bay
La città di Canada Bay è una Local Government Area che si trova nel Nuovo Galles del Sud. Essa si estende su una superficie di 19,82 chilometri quadrati e ha una popolazione di 75.763 abitanti. La sede del consiglio si trova a Drummoyne.